# Iana (Vaslui)
Iana es una comuna ubicada en el distrito de Vaslui, Rumania.

## Superficie
Posee una superficie de 44,62 kilómetros cuadrados.

## Demografía
Hasta 2021 la población era de 3,635 habitantes, con una densidad de población de 81,47 habitantes por kilómetro cuadrado.